# Blodets församling
Blodets församling är en roman av den amerikanske författaren Terry Goodkind. Boken är den sjätte delen i fantasybokserien Sanningens svärd och utgör den första halvan av ursprungsverket Blood of the Fold.